# 드루팔
드루팔(영어: Drupal /ˈdruːpəl/)은 PHP로 작성된 오픈 소스 콘텐츠 관리 프레임워크, 콘텐츠 관리 시스템, 블로그 엔진이다. 처음에는 게시판으로 만들었으나 여러 가지 유용한 기능을 추가하여 현재의 모습을 가지게 되었다.

## 사용 사례
- KLDP
- 미국 백악관 웹사이트[5]
- 한국 전쟁기념관 웹사이트
- 서울대학교 학과 페이지[6]

## 같이 보기
- 저작물 관리 시스템 목록